# Stefanos Tzimas
Stefanos Tzimas (griego: Στέφανος Τζίμας; Salónica, 6 de enero de 2006) es un futbolista griego que juega como delantero en el Brighton & Hove Albion F. C. de la Premier League.

## Trayectoria
El 11 de octubre de 2023 fue nombrado por el periódico inglés The Guardian como uno de los mejores jugadores del mundo nacidos en 2006.
El 27 de junio de 2024 fichó por el 1. F. C. Núremberg en calidad de cedido por una temporada.

## Estadísticas

### Clubes
Actualizado al último partido disputado el 16 de marzo de 2025.
| Club                            | Div.          | Temporada     | Liga  | Liga  | Liga   | Copas nacionales | Copas nacionales | Copas nacionales | Copas internacionales | Copas internacionales | Copas internacionales | Total | Total | Total  |
| Club                            | Div.          | Temporada     | Part. | Goles | Asist. | Part.            | Goles            | Asist.           | Part.                 | Goles                 | Asist.                | Part. | Goles | Asist. |
| ------------------------------- | ------------- | ------------- | ----- | ----- | ------ | ---------------- | ---------------- | ---------------- | --------------------- | --------------------- | --------------------- | ----- | ----- | ------ |
| PAOK B · Grecia                 | 2.ª           | 2022-23       | 9     | 6     | 3      | —                | —                | —                | —                     | —                     | —                     | 9     | 6     | 3      |
| PAOK B · Grecia                 | 2.ª           | 2023-24       | 1     | 1     | 0      | —                | —                | —                | —                     | —                     | —                     | 1     | 1     | 0      |
| PAOK B · Grecia                 | Total club    | Total club    | 10    | 7     | 3      | 0                | 0                | 0                | 0                     | 0                     | 0                     | 10    | 7     | 3      |
| PAOK de Salónica F. C. · Grecia | 1.ª           | 2022-23       | 4     | 1     | 0      | 3                | 0                | 0                | —                     | —                     | —                     | 7     | 1     | 0      |
| PAOK de Salónica F. C. · Grecia | 1.ª           | 2023-24       | 16    | 3     | 1      | 3                | 1                | 0                | 1                     | 0                     | 0                     | 20    | 4     | 1      |
| PAOK de Salónica F. C. · Grecia | Total club    | Total club    | 20    | 4     | 1      | 6                | 1                | 0                | 1                     | 0                     | 0                     | 27    | 5     | 1      |
| 1. F. C. Núremberg · Alemania   | 2.ª           | 2024-25       | 23    | 12    | 2      | 1                | 0                | 0                | —                     | —                     | —                     | 24    | 12    | 2      |
| 1. F. C. Núremberg · Alemania   | Total club    | Total club    | 23    | 12    | 2      | 1                | 0                | 0                | 0                     | 0                     | 0                     | 24    | 12    | 2      |
| Total carrera                   | Total carrera | Total carrera | 53    | 23    | 6      | 7                | 1                | 0                | 1                     | 0                     | 0                     | 61    | 24    | 6      |

## Palmarés

### Títulos nacionales
| Título              | Club                   | País   | Año  |
| ------------------- | ---------------------- | ------ | ---- |
| Superliga de Grecia | PAOK de Salónica F. C. | Grecia | 2024 |